# Memoria viva de la transición
Memoria viva de la transición es un libro de memorias de Leopoldo Calvo-Sotelo, presidente entre 1981 y 1982 del Gobierno de España, cuya primera edición fue publicada en 1990, La obra, que abarca el período de la Transición española, se trata de la primera de las obras publicadas por el autor, a la que siguieron Papeles de un cesante (1999), Pláticas de familia (2003) y Sobre la Transición exterior (2005). 
“El conjunto de escritos y obras realizados por Leopoldo Calvo-Sotelo resulta interesante histórica y literariamente. Sus páginas desprenden precisión y rigor intelectual envueltos en una fina ironía. En ellas se vierte la concepción personal de las distintas problemáticas políticas que rodearon a su etapa presidencial”
Memoria viva de la transición vio la luz en junio de 1990, publicada en Barcelona por la editorial Plaza&Janés/Cambio16, obra dedicada por el autor a su mujer, Pilar Ibáñez-Martín Mellado, y también a sus más cercanos colaboradores en la Moncloa: Luis Sánchez Merlo, Ignacio Aguirre, Matías Rodríguez Inciarte y Eugenio Galdón.
Estas memorias, publicadas ocho años después de dejar el Palacio de la Moncloa, son, según el catedrático Bernabé Sarabia, “un incisivo análisis de unos años que comienzan cuando, con el primer Gobierno de la Monarquía, es nombrado Ministro de Comercio en 1975 y acaban con la resaca de la tremenda derrota de UCD que, en 1982, Calvo Sotelo sufre como Presidente de Gobierno a manos del PSOE.”
El propio Leopoldo Calvo-Sotelo describe así los asuntos tratados: “la prehistoria de la transición, la dimisión de Suárez, la propuesta de sucesor, la investidura y el Gobierno de 1981, lo que pasó después del 23 F, el orto y el ocaso de UCD, la mal llamada mayoría natural, la cuestión autonómica, la polémica atlántica, las negociaciones con el Mercado Común, los empresarios y la política económica.”  Siguen cuatro estrambotes en clave de humor titulados: “El complejo de la Moncloa”; “Los Consejos de Ministros”; “Nominilla de tránsfugas” y “Yo me acuso”. Cierran el libro numerosas notas, unos anexos que recogen debates parlamentarios en las Cortes, algunos dibujos y viñetas y un índice onomástico.
Las fuentes que maneja son, según enumera en el prólogo, “cuadernos que le servían al autor como herramientas de trabajo en los Ministerios o en La Moncloa”, cartas y órdenes del día del Consejo de Ministros “profusamente anotados.” Pero también acudió a investigar en los fondos de la biblioteca del Congreso de los Diputados.
Camilo José Cela presentó el libro en Madrid el 31 de mayo de 1990.  Según el Premio Nobel de Literatura, “Memoria viva de la transición es, para mí, uno de los libros de memorias políticas más inteligentes, agudos y llenos de humor que se han escrito en España en este siglo.”
El profesor Pablo Pérez López le ha dedicado un extenso artículo bajo el título “El lector que presidió el gobierno”, de donde es este pasaje: “La imagen que deja la Memoria viva es una idea alta de la política, y por eso mismo enemiga de la política de regate corto, rastrera. Revela un hombre que anhelaba cambiar su tiempo para llevar a España donde él pensaba que debía estar y no estaba.”
Arcadi Espada escribe: “Sus memorias, junto a las de Fernández de la Mora, son el mejor libro que ha escrito un político español después de la guerra civil”.
Para el periodista Incitatus, “es, sin comparación posible, el mejor libro de memorias políticas publicado en España durante todo el siglo XX.”
Memoria viva de la transición tuvo seis ediciones  y se mantuvo entre los diez libros más vendidos de no ficción durante 25 semanas a lo largo del último semestre del año 1990.